# Armia Obrony Krajowej
Armia Obrony Krajowej – pomocnicze jednostki, zorganizowane we Lwowie przez gen. Mariana Januszajtisa we wrześniu 1939 podczas obrony Lwowa. 
Jednostki te składały się z ochotników, należących głównie do Przysposobienia Wojskowego, Związku Strzeleckiego, Związku Harcerstwa Polskiego, oraz oficerów rezerwy.
Oddziały te zostały rozwiązane 26 września 1939, cztery dni po zajęciu Lwowa przez ZSRR. Już 22 września przyjechał do Lwowa gen. Mieczysław Boruta-Spiechowicz, który został zastępcą gen. Januszajtisa.
26 września gen. Januszajtis utworzył "komórkę dyspozycyjną", czyli rodzaj sztabu odpowiedzialnego za walkę z propagandą sowiecką, informowanie społeczeństwa o bieżących wydarzeniach, utrzymywanie kontaktu z wyższymi oficerami, oraz organizację łączności kurierskiej.
Zaczęto powoli organizować siatkę konspiracyjną, bez zamiaru rozbudowy w organizację masową. Jednak z powodu nie zachowania podstawowych zasad konspiracji, oraz lekceważenia władz sowieckich, organizacja została rozbita, a część konspiratorów aresztowana w październiku 1939. Gen Januszajtisa aresztowano 26 października, dowództwo objął gen Boruta-Spiechowicz. Zdecydował się on wyjechać na Zachód do gen. Władysława Sikorskiego po instrukcje. Przekazał dowodzenie mjr Zygmuntowi Dobrowolskiemu, a sam opuścił Lwów 11 listopada 1939. Został aresztowany na granicy 14 listopada.
Nie zdekonspirowane komórki działały nadal, organizując się według rodzajów broni oraz przekonań politycznych. Kolejne impulsy do rozwoju konspiracji lwowskiej dał przyjazd kuriera z Paryża – mjra Tadeusza Strowskiego 15 grudnia 1939, oraz wysłannika gen. Michała Tokarzewskiego-Karaszewicza z Warszawy – mjra Aleksandra Klotza (około 22 grudnia).

## Literatura
- Ryszard Torzecki - Polacy i Ukraińcy. Sprawa ukraińska w czasie II wojny światowej na terenie II Rzeczypospolitej, Warszawa 1993, Wyd. PWN, ISBN 83-01-11126-7